# Фронт Можайской линии обороны
Фронт Можайской линии обороны — один из фронтов Красной Армии во время Великой Отечественной войны. Сформирован на западном направлении 18 июля 1941 года на основании приказа Ставки ВГК от 18 июля 1941 года для организации обороны по Можайской оборонительной линии. Функции штаба фронта выполнял штаб Московского военного округа. 30 июля 1941 года на основании приказа Ставки ВГК от 30 июля 1941 года фронт был упразднен, его войска переданы в состав Резервного фронта.

## План и ход операции
Можайская линия обороны - рубеж, создававшийся в 1941 на западном стратегическом направлении во время Великой Отечественной войны с целью прикрыть дальние подступы к Москве. Согласно плану Можайская линия обороны должна была включать 3 оборонительных полосы — главную и две тыловые, отстоящие одна от другой на 30—60 км, а также промежуточные и отсечные оборонительные позиции между ними. Общая глубина оборонительного рубежа достигала 120—130 км. Можайская линия обороны простиралась с севера на юг от Московского моря (Волжского водохранилища), западнее Волоколамска, Можайска до слияния р. Угра с Окой.
В соответствии с решением ГКО от 16 июля и приказом Ставки ВГК от 18 июля строительство главной оборонительной полосы Можайской линии обороны началось полевыми войсками в 20-х числах июля 1941 с передним краем по линии р. Лама, Волоколамск, Бородино, Ильинское, Детчино, Калуга, Тула. Вторая полоса обороны оборудовалась на рубеже Клин, Дорохово, Высокиничи, а третья — Хлебниково, Нахабино, Домодедово.
С конца июля общее руководство работами было возложено на оперативную группу МВО во главе с генерал-майором А. И. Кудряшовым. Для рекогносцировки и руководства работами привлекались преподаватели и слушатели Военно¬инженерной академии им. В, В. Куйбышева и офицеры штаба инженерных войск. Строительство осуществлялось силами специально сформированных 7 армейских управлений военно-полевого строительствава (АУВПС) прежде всего на волоколамском, можайском и малоярославецком направлениях. Главная полоса обороны представляла собой систему полевых и долговрем. укреплений, в т. ч. дотов и дзотов, противотанковых и противопехотных заграждений. Она включала 4 полевых укреплеплённых района: Волоколамский, Можайский, Малоярославецкий и Калужский.
С падением Смоленска, когда угроза Москве стала более реальной, строительство было развёрнуто по всей протяжённости намеченной главной полосы обороны, активизировались работы по оборудованию второй и третьей (тыловых) оборонительных полос. К строительству широко привлекались трудящиеся Москвы и Подмосковья. В октябре для этой цели началось формирование специальной сапёрной армии в составе 3 сапёрных бригад по 19 батальонов в каждой. Однако ко времени выхода к Можайской линии обороны немецко-фашистских войск (10 октября 1941 года) её оборудование не было закончено. Всего было построено 296 дотов, 535 дзотов, 170 км противотанковых рвов, 95 км эскарпов, что составляло, например по огневым точкам 40% запланированного количества. Особенно слабо был подготовлен Калужский УР, т. к. его оборудование началось позже других. Тем не менее заблаговременно подготовленные оборонительные рубежи сыграли важную роль в замедлении темпов наступления войск противника и обескровливании его ударных группировок.
Войска, занимавшие боевой участок Можайского УР (5-я армия), сдерживали противника с 12 по 19 октября, Волоколамского УР (16-я армия) — до 25 октября, а Малоярославецкого УР (43-я армия) — с 10 по 19 октября.
Таким образом, упорные оборонительные бои советских войск на Можайской линии обороны обеспечили Советскому Верховному Главнокомандованию сосредоточение в районе Москвы резервов и выигрыш во времени для организации обороны на ближних подступах к столице.

## Состав фронта
В состав фронта входили 32, 33, 34-я и 43-я армии.

## Командный состав
- Командующий — генерал-лейтенант П. А. Артемьев
- Член Военного совета — секретарь Московского комитета ВКП(б) И. М. Соколов
- Начальник штаба — генерал майор А. И. Кудряшов